# Joseph Abel
Joseph Abel (Aschach an der Donau, 22 agosto 1764 – Vienna, 4 ottobre 1818) è stato un pittore tedesco.

## Biografia
Formatosi all'Accademia di belle arti di Vienna, dove fu allievo di Heinrich Friedrich Füger, operò in Polonia (presso la famiglia Czartoryski) e, dal 1802, a Roma. Fu pittore di scene storiche e mitolgiche di stile neoclassico, oltre che incisore.